# سيميون إيفانوفيتش
سيمون أيفانوفيتش أو سيمون المغرور هو أحد أمراء موسكو المعظمين ولد في 7 نوفمبر 1317 و توفي في 27 أبريل 1353. وقد حكم موسكو من 31 مارس 1340 إلى وفاته خلفاً لوالده إيفان الأول.
تزوج من أناستازيا من لتوانيا و لم ينجب منها أي طفل ثم تزوج فراكسيا أميرة سمولينسك و لم ينجب منها أي طفل ثم تزوج ماريا أميرة تڤير و أنجبت له 4 أطفال ماتو صغار. خلفه في الحكم إيفان الثالث. [بحاجة لمصدر]